# Agustín Rossi (futbolista)
Agustín Daniel Rossi (Ciudad de Buenos Aires, 21 de agosto de 1995) es un futbolista profesional argentino, que se desempeña en la posición de arquero y su equipo actual es el Clube de Regatas do Flamengo del Campeonato Brasileño de Serie A.
Durante su carrera, pasó por diversos clubes de Argentina. Surgió en Chacarita, pero se destacó principalmente en Boca Juniors, club donde terminó de formarse como profesional y consiguió todos sus logros futbolísticos e individuales. En 2022, ganó el premio Alumni, siendo elegido como el mejor futbolista del año. Es internacional con la Selección de fútbol de Argentina a pesar de no haber debutado.
Es considerado como un arquero experto en atajar penales, especialmente por los hinchas de Boca. Fue fundamental en muchas de las ocasiones que le tocó a su equipo definir desde los 12 pasos.

## Biografía
Nacido en Buenos Aires, desde pequeño practicó los deportes fútbol y baloncesto, atajando en las inferiores del club Chacarita Juniors desde los 6 años de edad y también siendo pivote del Club Tres de Febrero, pero, en el año 2013, con 18 años decidió inclinarse por el futbol.

El básquet me ayudó para el fútbol: cómo salir a cortar los centros y cómo atrapar una pelota aérea, porque sé lo que es el roce abajo del aro; explicar cómo cambiar las marcas si el rival hace cortinas, el agarre de la pelota y los desvíos
Agustín Rossi  para El Gráfico.

## Trayectoria

### Chacarita
En 2013 debutó en el primer equipo frente a Instituto, por la Fase final de la Copa Argentina 2013-14. En 2014 se convirtió en pieza fundamental en el ascenso al Campeonato de Primera B Nacional 2015. 

### Estudiantes de La Plata
En enero de 2015 se produjo su traspaso al Club Estudiantes de La Plata, que pagó U$S 600.000 por el 50% del pase. Tras no poder conseguir minutos como titular, en 2016, integró el plantel de Defensa y Justicia, cedido a préstamo por un año.

### Boca Juniors
Hizo su debut el 25 de febrero de 2017 en un partido amistoso ante Colón. Su presentación oficial fue el 11 de marzo por el campeonato local en la fecha 15 ante Banfield, en un partido en el que tuvo una destacada actuación, para que Boca pudiera superar a Banfield por 2 a 0.
Rossi mantuvo las buenas actuaciones de los primeros partidos a lo largo del campeonato, desplazando así del once titular a Axel Werner, quien era el principal candidato para reemplazar al lesionado Guillermo Sara. Continuó desempeñándose en un nivel alto durante todo 2017 hasta ganarle el puesto al propio Sara, quien quedó relegado al banco. 
No obstante, en 2018 comenzó a ser cuestionado, debido a algunas malas actuaciones, especialmente en la derrota 2-0 frente al Palmeiras de Brasil por la Copa Libertadores 2018, donde Rossi tuvo responsabilidad en el segundo gol brasileño amén de otros fallidos. Con la llegada de Esteban Andrada al equipo, quien tuvo grandes atajadas, perdió la titularidad. Luego de una lesión de Andrada frente a Cruzeiro de Brasil en cuartos de final de la Copa Libertadores, Rossi debió suplantarlo el 23 de septiembre en el Superclásico frente a River que su equipo perdió 2-0 en La Bombonera. El 30 de septiembre tiene una gran actuación en el arco frente a Colón de Santa Fe en la fecha 7 de la Superliga Argentina, siendo su atajada más destacada un tiro de Clemente Rodríguez desde afuera del área, ganándose nuevamente poco a poco la confianza de la hinchada.
Con Rossi en el arco, Boca llegó a la final de la Copa Libertadores, donde enfrentó ni más ni menos que a su clásico rival, River Plate. Agustín fue titular en el encuentro de ida, disputado el 11 de noviembre en La Bombonera, donde tuvo un partido totalmente consagratorio, salvando el arco xeneize en múltiples ocasiones. Sin embargo esto no alcanzó para ganar el encuentro, que terminó 2 a 2.

#### Antofagasta
En febrero de 2019, tras la llegada de Marcos Díaz y al perder terreno en el conjunto xeneize, fue cedido sin cargo al Antofagasta hasta fines de año. Tras jugar cinco partidos en un buen nivel, el entrenador Gerardo Ameli dejó de contar con Rossi debido a una discusión entre ambos. El 28 de junio rescindió el contrato con el equipo chileno y volvió a Boca, que lo cedió a préstamo nuevamente.

#### Lanús
En junio de 2019, Rossi fue anunciado como refuerzo de Lanús. En el granate logró afianzarse como arquero titular con buenas actuaciones y también logró confianza del club de La Ribera que posee su pase. Estuvo en Lanús hasta finales del año 2020.

### Vuelta a Boca Juniors
En el año 2021 volvió a Boca Juniors. En su vuelta empezó siendo suplente de Esteban Andrada hasta que este fue comprado por el C.F. Monterrey, posterior a esto, Rossi consiguió la titularidad del equipo y de allí fue incluido en la mayoría de onces iniciales hasta la actualidad. En agosto de ese mismo año, Boca se enfrentó a River Plate por los octavos de final de la Copa Argentina 2019-20, el partido terminó 0 a 0 y se definió por penales, donde Rossi se lució conteniendo el penal de Julián Álvarez y el resultado terminó 4-1 a favor de Boca.
En marzo del año 2022 tuvo una gran actuación frente a River Plate en el estadio Monumental que ayudaría al Xeneize a concretar un 1-0, aquí fue reconocido por su labor y sus grandes atajadas. En mayo de ese mismo año, Boca enfrentó a Racing Club por la semifinal de la Copa de la Liga Profesional 2022, con empate 0-0 llegaron a los penales y Rossi, atajó un penal clave de Enzo Copetti para dejar el resultado final 6-5. Título que finalmente terminó obteniendo ese mismo mes, en el Estadio Mario Alberto Kempes, frente a Tigre, el partido finalizó 3:0 a favor del Xeneize, con una valla invicta para Agustín.
En junio de ese mismo año, Rossi se volvió a lucir, esta vez en la ida de los octavos de final de la Copa Libertadores 2022 frente a S.C. Corinthians, en la que atajó un penal en el final del primer tiempo. En la vuelta, Boca empató 0:0 con Corinthians, mismo resultado que en la ida, por lo que todo derivó a tanda de penales. Agustín atajó dos de los seis penales. También llegó a rozar el penal definitorio de Carlos Gil que llevó a la victoria del equipo brasileño. De todas formas, Rossi se convirtió esa noche en el tercer arquero con más penales atajados en la historia de Boca Juniors con una cuenta de 15, detrás de Navarro Montoya (20) y Roberto Abbondanzieri (24).
En agosto de ese mismo año, Rossi no logró llegar a un acuerdo para la renovación de su contrato con la dirigencia del Xeneize, posterior a esto Boca fichó al arquero Sergio Romero dando a entender que el arquero titular migraría a otro club. Hasta esta altura del año Rossi había logrado 14 vallas invictas en 29 presencias con el club de la Ribera. En ese mismo mes, también atajó otro penal dejando el arco en 0 frente a Rosario Central. También con ese penal se convirtió en el arquero con más penales atajados (16) en el mundo en las últimas seis temporadas. Fue clave para la obtención del torneo local argentino 2022 teniendo grandes actuaciones en partidos claves.
Al finalizar su periodo en el Xeneize a inicios del 2023, Rossi se despidió como arquero titular con seis títulos, como el campeonato de primera división de Argentina o la Copa Argentina y 151 partidos con un desempeño positivo de 72 vallas invictas.

#### Al-Nassr
El 9 de enero de 2023 se confirmó que el guardameta y el C. R. Flamengo llegaron a un pre acuerdo de contrato por el pase, a concretarse en principio a fin de temporada. Debido a eso, Boca, decidió dar a préstamo a Rossi ya que no lo tendrían en cuenta para lo que resta de su ficha hasta junio de ese mismo año, por lo que, el club llegó a un acuerdo con el Al-Nassr F. C. para cederlo hasta esa fecha y después firmar con Flamengo.

### C. R. Flamengo
Luego de una breve y no tan feliz estadía a préstamo en Al-Nassr, finalmente se sumó a Flamengo. Fue presentado en las redes sociales del Mengao, institución que comunicó que firmará contrato hasta diciembre de 2027. Debutó con el Flamengo el 20 de septiembre de 2023, en el empate 0-0 contra el Goiás. Terminó su primera temporada como titular con 16 partidos, todos como titular, y encajó 13 goles.

## Selección nacional

### Juveniles

#### Sudamericano Sub-20
El 10 de enero de 2015 fue incluido en el plantel que disputó el Sudamericano sub-20 en Uruguay.

#### Copa Mundial Sub-20
En marzo de 2015 el entrenador Humberto Grondona, lo incluyó en la selección de cara a la Copa Mundial sub-20 que se llevó a cabo en Nueva Zelanda.

### Participaciones con la selección
| Copa                     | Sede          | Resultado    | Partidos |
| ------------------------ | ------------- | ------------ | -------- |
| Sudamericano Sub-20 2015 | Argentina     | Campeón      | 1        |
| Copa Mundial Sub-20 2015 | Nueva Zelanda | Primera fase | 0        |

### Absoluta
De momento no debutó en la selección de Argentina. Fue convocado en septiembre de 2021 por Lionel Scaloni para el partido por eliminatorias al Mundial de Catar 2022, donde estuvo en el banco de suplentes en la victoria 3 a 0 ante Bolivia, pero no ingresó.
En octubre del año 2022, tras su gran desempeño en la temporada de ese mismo año con Boca Juniors, Rossi, fue nombrado por Lionel Scaloni para formar parte de la lista preliminar de convocados de la selección absoluta que disputaría la Copa Mundial de Fútbol de 2022. Finalmente no fue parte de los 26 convocados finales.

## Vida personal
En enero del 2017, el arquero fue acusado de violencia de género por una expareja. Esta acusación impidió el pase a Minnesota United de los Estados Unidos en 2019 por presión de los aficionados de dicho club.

## Estadísticas

### Clubes
Actualizado de acuerdo al último partido jugado el 3 de agosto de 2025.
| Club                              | Div.          | Temporada     | Liga  | Liga  | Liga  | Estatal | Estatal | Estatal | Copas | Copas | Copas | Internacional | Internacional | Internacional | Total | Total | Total |
| Club                              | Div.          | Temporada     | Part. | G. R. | V. I. | Part.   | G. R.   | V. I.   | Part. | G. R. | V. I. | Part.         | G. R.         | V. I.         | Part. | G. R. | V. I. |
| --------------------------------- | ------------- | ------------- | ----- | ----- | ----- | ------- | ------- | ------- | ----- | ----- | ----- | ------------- | ------------- | ------------- | ----- | ----- | ----- |
| Chacarita Juniors Argentina       | 3.ª           | 2013-14       | 1     | 0     | 1     | —       | —       | —       | 1     | 3     | 0     | —             | —             | —             | 2     | 3     | 1     |
| Chacarita Juniors Argentina       | 3.ª           | 2014          | 18    | 12    | 8     | —       | —       | —       | —     | —     | —     | —             | —             | —             | 18    | 12    | 8     |
| Chacarita Juniors Argentina       | Total club    | Total club    | 19    | 12    | 9     | 0       | 0       | 0       | 1     | 3     | 0     | 0             | 0             | 0             | 20    | 15    | 9     |
| Estudiantes de La Plata Argentina | 1.ª           | 2015          | 1     | 1     | 0     | —       | —       | —       | —     | —     | —     | —             | —             | —             | 1     | 1     | 0     |
| Estudiantes de La Plata Argentina | 1.ª           | 2016          | 2     | 1     | 1     | —       | —       | —       | —     | —     | —     | —             | —             | —             | 2     | 1     | 1     |
| Estudiantes de La Plata Argentina | Total club    | Total club    | 3     | 2     | 1     | 0       | 0       | 0       | 0     | 0     | 0     | 0             | 0             | 0             | 3     | 2     | 1     |
| Defensa y Justicia Argentina      | 1.ª           | 2016-17       | 10    | 9     | 5     | —       | —       | —       | 1     | 2     | 0     | —             | —             | —             | 11    | 11    | 5     |
| Defensa y Justicia Argentina      | Total club    | Total club    | 10    | 9     | 5     | 0       | 0       | 0       | 1     | 2     | 0     | 0             | 0             | 0             | 11    | 11    | 5     |
| C. A. Boca Juniors Argentina      | 1.ª           | 2016-17       | 16    | 12    | 8     | —       | —       | —       | —     | —     | —     | —             | —             | —             | 16    | 12    | 8     |
| C. A. Boca Juniors Argentina      | 1.ª           | 2017-18       | 26    | 19    | 12    | —       | —       | —       | 2     | 2     | 1     | 6             | 4             | 3             | 34    | 25    | 16    |
| C. A. Boca Juniors Argentina      | 1.ª           | 2018-19       | 6     | 8     | 1     | —       | —       | —       | 2     | 1     | 1     | 4             | 5             | 1             | 12    | 14    | 3     |
| Deportes Antofagasta · Chile      | 1.ª           | 2019          | 5     | 6     | 0     | —       | —       | —       | —     | —     | —     | —             | —             | —             | 5     | 6     | 0     |
| Deportes Antofagasta · Chile      | Total club    | Total club    | 5     | 6     | 0     | 0       | 0       | 0       | 0     | 0     | 0     | 0             | 0             | 0             | 5     | 6     | 0     |
| C. A. Lanús Argentina             | 1.ª           | 2019-20       | 23    | 29    | 5     | —       | —       | —       | 5     | 3     | 2     | 2             | 2             | 1             | 30    | 34    | 8     |
| C. A. Lanús Argentina             | Total club    | Total club    | 23    | 29    | 5     | 0       | 0       | 0       | 5     | 3     | 2     | 2             | 2             | 1             | 30    | 34    | 8     |
| C. A. Boca Juniors Argentina      | 1.ª           | 2020-21       | —     | —     | —     | —       | —       | —       | 11    | 6     | 6     | —             | —             | —             | 11    | -6    | 6     |
| C. A. Boca Juniors Argentina      | 1.ª           | 2021          | 21    | 15    | 9     | —       | —       | —       | 5     | 2     | 3     | 6             | 2             | 4             | 32    | -19   | 16    |
| C. A. Boca Juniors Argentina      | 1.ª           | 2022          | 24    | 22    | 10    | —       | —       | —       | 15    | 10    | 8     | 7             | 3             | 5             | 46    | -35   | 23    |
| C. A. Boca Juniors Argentina      | Total club    | Total club    | 93    | 76    | 40    | 0       | 0       | 0       | 35    | 21    | 19    | 23            | 14            | 13            | 151   | -111  | 72    |
| Al-Nassr F. C. Arabia Saudita     | 1.ª           | 2022-23       | 7     | 6     | 3     | —       | —       | —       | 1     | 3     | 0     | —             | —             | —             | 8     | -9    | 3     |
| Al-Nassr F. C. Arabia Saudita     | Total club    | Total club    | 7     | 6     | 3     | 0       | 0       | 0       | 1     | 3     | 0     | 0             | 0             | 0             | 8     | -9    | 3     |
| C. R. Flamengo · Brasil           | 1.ª           | 2023          | 15    | 12    | 8     |         |         |         | 1     | 1     | 0     | —             | —             | —             | 16    | 13    | 8     |
| C. R. Flamengo · Brasil           | 1.ª           | 2024          | 35    | 39    | 8     | 12      | 0       | 12      | 4     | 1     | 3     | 10            | 6             | 5             | 61    | 46    | 28    |
| C. R. Flamengo · Brasil           | 1.ª           | 2025          | 17    | 7     | 11    | 8       | 2       | 6       | 3     | 2     | 1     | 10            | 9             | 5             | 38    | 20    | 23    |
| C. R. Flamengo · Brasil           | Total club    | Total club    | 67    | 58    | 27    | 20      | 2       | 18      | 8     | 4     | 4     | 20            | 15            | 10            | 115   | 79    | 59    |
| Total carrera                     | Total carrera | Total carrera | 227   | 198   | 90    | 20      | 2       | 18      | 51    | 36    | 25    | 45            | 31            | 24            | 343   | 267   | 157   |
| 1. 2. 3.                          |               |               |       |       |       |         |         |         |       |       |       |               |               |               |       |       |       |

## Palmarés

### Campeonatos regionales
| Título             | Equipo         | Estado         | Año  |
| ------------------ | -------------- | -------------- | ---- |
| Taça Guanabara     | C. R. Flamengo | Río de Janeiro | 2024 |
| Campeonato Carioca | C. R. Flamengo | Río de Janeiro | 2024 |
| Taça Guanabara     | C. R. Flamengo | Río de Janeiro | 2025 |

### Campeonatos nacionales
| Título           | Equipo             | País      | Año     |
| ---------------- | ------------------ | --------- | ------- |
| Primera División | C. A. Boca Juniors | Argentina | 2016-17 |
| Primera División | C. A. Boca Juniors | Argentina | 2017-18 |
| Copa de la Liga  | C. A. Boca Juniors | Argentina | 2020    |
| Copa Argentina   | C. A. Boca Juniors | Argentina | 2019-20 |
| Copa de la Liga  | C. A. Boca Juniors | Argentina | 2022    |
| Primera División | C. A. Boca Juniors | Argentina | 2022    |
| Copa de Brasil   | C. R. Flamengo     | Brasil    | 2024    |
| Supercopa Rei    | C. R. Flamengo     | Brasil    | 2025    |

### Campeonatos internacionales
| Título              | Equipo                     | Sede    | Año  |
| ------------------- | -------------------------- | ------- | ---- |
| Sudamericano Sub-20 | Selección Argentina Sub-20 | Uruguay | 2015 |

### Otros logros
| Logro                        | Club              | País      | Año  |
| ---------------------------- | ----------------- | --------- | ---- |
| Ascenso a Primera B Nacional | Chacarita Juniors | Argentina | 2014 |